# Ferrières-en-Bray
Ferrières-en-Bray é uma comuna francesa na região administrativa da Normandia, no departamento de Sena Marítimo. Estende-se por uma área de 15,81 km². Em 2010 a comuna tinha 1 693 habitantes (densidade: 107,1 hab./km²).